# Inge Sørensen
Inge Sørensen, född 18 juli 1924 i Skovshoved norr om Köpenhamn, död 9 mars 2011 i New Jersey, var en dansk simmerska. Sørensen var den yngsta kvinnliga OS-medaljören i en individuell gren. Hon tog bronsmedalj på 200 meter bröstsim under OS 1936 i Berlin, då hon var 12 år och 24 dagar.